# جذر تربيعي

التعبير الرياضياتي للجذر التربيعي للعدد "x".

في الرياضيات، الجذر التربيعي أو جذر مربع للعدد x هو العدد الحقيقي الموجب y الذي إذا ضُرِب في نفسه يُنتج العدد x. على سبيل المثال:
{\displaystyle {\sqrt {9}}=3or-3}
{\displaystyle 3^{2}=3\times 3=9}.
الجذر التربيعي للعدد المربع الكامل 25 هو 5 أو 5 - ؛ لأن 5×5 = 5² = 25، ويقال: 5×5 هي عملية تربيع للعدد 5، أو يمكن القول 5- * 5-=25، ولا يوجد جذر تربيعي للأعداد السالبة ضمن مجموعة الأعداد الحقيقية.

## التاريخ
أول من استعمل الرمز '√' للإشارة إلى الجذر التربيعي هو كريستوف رودولف وكان ذلك عام 1525. أدخل ديكارت على هذا الرمز فيما بعد، تغييرا طفيفا يتمثل في الخط الأفقي الذي يغطي العدد أو الصيغة التي يطبق عليها الجذر التربيعي، صائرا {\displaystyle {\sqrt {...}}} بذلك بدلا من '√'.

## الخصائص
- تابع الجذر التربيعي ذو الشكل f(x) = √x هو تابع يربط مجموعة الأعداد الحقيقية الموجبة R+ ∪ 0 بنفسها، ومثله مثل جميع التوابع الأخرى فإنه ينتج دائماً قيمة فريدة.
- دالتها العكسية هي الدالة مربع {\displaystyle x\mapsto x^{2}} .
- في مصطلحات الهندسة الرياضية فإن الجذر التربيعي لمساحة مربع يعطي طول ضلع هذا المربع.
- من أجل جميع أي عدد حقيقي x

{\displaystyle {\sqrt {x^{2}}}=\left|x\right|={\begin{cases}x,&{\mbox{if }}x\geq 0\\-x,&{\mbox{if }}x\leq 0\end{cases}}}
- من أجل أي عددين حقيقين موجبين x، y يتحقق

{\displaystyle {\sqrt {xy}}={\sqrt {x}}{\sqrt {y}}}
و
{\displaystyle {\sqrt {x}}=x^{\frac {1}{2}}.}
- يعطى مشتق تابع الجذر التربيعي بالعلاقة:

{\displaystyle f'(x)={\frac {1}{2{\sqrt {x}}}}.}
- تعطى سلسلة تايلور للحد {\displaystyle {\sqrt {1+x}}} حول {\displaystyle x=0} بالعلاقة:

{\displaystyle {\sqrt {1+x}}=1+{\frac {1}{2}}x-{\frac {1}{8}}x^{2}+{\frac {1}{16}}x^{3}-{\frac {5}{128}}x^{4}+\dots \!}

## الجذر التربيعي للأعداد السالبة وللأعداد العقدية
انظر إلى سطح ريمان

### الجذر التربيعي لعدد تخيلي صِرف
يُعطى الجذر التربيعي ل i بما يلي:
{\displaystyle {\sqrt {i}}={\frac {1}{2}}{\sqrt {2}}+i{\frac {1}{2}}{\sqrt {2}}={\frac {\sqrt {2}}{2}}(1+i).}

الجذور التربيعية ل i في المستوى العقدي

يُمكن الحصول على هاته النتيجة جبريا من خلال البحث عن العددين الحقيقين a و b حيث
{\displaystyle i=(a+bi)^{2}\,\!}
أي
{\displaystyle i=a^{2}+2abi-b^{2}.\,\!}
هذا يعطي المعادلتين المترابطتين التاليتين:
{\displaystyle {\begin{cases}2ab=1\,\!\\a^{2}-b^{2}=0\,\!\end{cases}}}
انظر إلى صيغة دي موافر.

### صيغة جبرية
{\displaystyle {\sqrt {x+iy}}={\sqrt {\frac {{\sqrt {x^{2}+y^{2}}}+x}{2}}}\pm i{\sqrt {\frac {{\sqrt {x^{2}+y^{2}}}-x}{2}}},}

## جذور الأعداد الطبيعية
الأرقام التي لها جذر تربيعي في مجموعة الأعداد الصحيحة بالتسلسل:
- 1=1 أول رقم له جذر تربيعي
- 1 + 3 = 4 ثاني رقم له جذر تربيعي
- 1 + 3 + 5 = 9 ثالث رقم له جذر تربيعي
- 1 + 3 + 5 + 7 = 16 رابع رقم له جذر تربيعي
- 1 + 3 + 5 + 7 + 9 = 25 خامس رقم له جذر تربيعي
- 1 + 3 + 5 + 7 + 9 + 11 = 36 سادس رقم له جذر تربيعي
- 1 + 3 + 5 + 7 + 9 + 11 + 13 = 49 سابع عدد له جذر تربيعي
- 1 + 3 + 5 + 7 + 9 + 11 + 13+ 15 = 64 ثامن عدد له جذر تربيعي
- 1 + 3 + 5 + 7 + 9 + 11 + 13+ 15 + 17 = 81 تاسع عدد له جذر تربيعي

حلزونية ثيودوريس إلى حدود مثلث قائم زاوية وتره يساوي

- وهكذا بالتسلسل